# Veselá (Pelhřimovi járás)
Veselá település Csehországban, a Pelhřimovi járásban. Veselá Mezná, Polesí, Častrov, Pelhřimov és Bělá településekkel határos. Lakosainak száma 222 fő (2024. január 1.).

## Népesség
A település lakosságának változását az alábbi diagram mutatja:
| Lakosok száma | 440  | 478  | 391  | 246  | 267  | 243  | 230  | 225  | 222  | 222  |
|               | 1869 | 1890 | 1921 | 1950 | 1980 | 2001 | 2017 | 2019 | 2022 | 2024 |